# Pankracy (biskup Arsinoe)
Pankracy (ur. 17 kwietnia 1963 w Jerakies) – cypryjski biskup prawosławny.

## Życiorys
W latach 80. studiował matematykę i fizykę na Uniwersytecie w Atenach. 1 listopada 1992 r. złożył w klasztorze Troodhitissa wieczyste śluby mnisze. W 1993 r. z rąk metropolity Pafos Chryzostoma przyjął święcenia diakońskie (2 maja) i kapłańskie (6 sierpnia). 26 maja 2019 r. został namiestnikiem klasztoru Chrysoroyiatissa, otrzymując jednocześnie godność archimandryty.
Nominowany 9 września 2020 r. na biskupa Arsinoe, wikariusza metropolii Pafos. Jego chirotonia biskupia odbyła się 24 października 2020 r. w klasztorze Chrysoroyiatissa, pod przewodnictwem arcybiskupa Cypru Chryzostoma II.